# Aphyculus antoninae
Aphyculus antoninae är en stekelart som beskrevs av Pilipyuk och Trjapitzin 1974. Aphyculus antoninae ingår i släktet Aphyculus och familjen sköldlussteklar. Inga underarter finns listade i Catalogue of Life.